# Base aérea de Severomorsk-3
Severomorsk-3 ICAO:XLMV (também referenciada como Malyavr ou Murmansk Northeast) é uma base naval localizada em Oblast de Murmansk na Rússia a 28 km ao leste de Murmansk. O principal operador de Severomorsk-3 é o 279 OMSHAP (279º Regimento de Aviação Naval Independente Shturmovik), que operava pelo menos 41 Sukhoi Su-25 em 1992, com 4 Su-25UB e 5 Su-25UTG para treinamento, além de 27 Yakovlev Yak-38 e 1 Yak-38U.